# 阿尔梅勒
阿尔梅勒（荷蘭語發音：[ɑlˈmeːrə] ⓘ），啊咩嗱或阿尔默勒，是荷兰弗莱福兰省的一座城市和市镇。屬於首都阿姆斯特丹的都會圈兰斯塔德城市群內，兩地以艾湖（Ijmeer）相隔。
弗莱福兰省是荷蘭最新的省份，阿尔梅勒也是全荷兰其中一个最新的城市，市内第一座建筑在1976年才建成，並在1984年才正式颁布为自治市。作為阿姆斯特丹的衛星城市，人口成長十分迅速，2019年已有居民207,904人，排名荷蘭第七，並為弗莱福兰省第一大城。

## 概況
「阿爾梅勒」是弗萊福湖在中世紀早期的名字。阿爾梅勒最初可分為三個居住地：第一個是霍伊湖岸邊的阿爾梅勒-港灣（Almere-Haven，1976年）；第二個是最大的位於市中心的阿爾梅勒-城區（Almere-Stad，1980年）；第三是位於西北方往萊利斯塔德方向的外阿爾梅勒（Almere-Buiten，1984年）。2003年開始執行新建設計畫，成立三個新居住地：東南的上霍伊（Overgooi）、東邊的阿爾梅勒-森林（Almere-Hout）和西邊的阿爾梅勒-港口（Almere-Poort）。慢慢地，西北方可能成立阿爾梅勒-潘皮斯（Almere-Pampus），另外有可能建造一座跨越艾湖（IJmeer）通往阿姆斯特丹的橋梁。

## 城市景觀
作為人工填海造鎮全新打造的城市，阿爾梅勒的主要景觀不同於許多歷史悠久的荷蘭城市，反而充滿著各種具現代感、造型前衛的建築物。同時也是一座重視環保、永續發展的城市。

## 交通
- 阿尔梅勒港口火車站（Almere Poort）
- 阿尔梅勒音樂區火車站（Almere Muziekwijk）
- 阿尔梅勒中心火車站（Almere Centrum）
- 阿尔梅勒公園區火車站（Almere Parkwijk）
- 外阿尔梅勒火車站（Almere Buiten）
- 阿尔梅勒東法爾德斯火車站（Almere Oostvaarders）

## 體育
- 阿梅爾城足球會（Almere City FC），現時於荷乙作賽。

## 友好城市
阿爾梅勒的友好城市如下：
- 丹麦奥尔堡
- 捷克捷克布杰约维采
- 爱沙尼亚哈普萨卢
- 加纳库马西
- 英国兰开斯特
- 英国米尔顿凯恩斯
- 德国伦茨堡
- 瑞典韦克舍